# 香港中文大學醫院
香港中文大學醫院（英語：CUHK Medical Centre）是一所位於香港新界馬料水澤祥街的私立全科醫院、樓高14層，為香港中文大學的自負盈虧的私營教學醫院，於2021年1月6日起局部投入服務，成為新界東第二間私立全科醫院。醫院在全面啟用後，將提供超過500張住院和日間病床，並提供門診及一系列專科診治。
醫院現任執行董事及行政總裁為馮康醫生。

## 概要
香港中文大學於2014年開始籌辦香港首間非牟利及自負盈虧之私營教學醫院，以服務香港市民和提升教研水平。中文大學醫院以非牟利形式營辦，其收益會用作醫院長遠發展經費，與支持中大醫學院進行教學研究。同時，在籌建中大醫院之時，校方亦承諾會接收由醫院管理局轉介的專科門診及日間手術個案，以紓緩公營醫療系統的壓力。當病人自公立醫院轉介至該院接受治療時，他們只須繳付公立醫院水平的費用。
另一方面，中大校方亦銳意將該醫院發展成香港首間電子化智慧醫院，以先進資訊科技促進醫療成效，同時強化醫院運作效率，提升醫療服務質素。當中，該院以電子化病歷紀錄系統、一站式服務平台與利用物聯網提升效率三大元素來達成「電子化智慧醫院」之目標。
在電子化病歷紀錄系統上，該院推行全面無紙化的電子病歷紀錄，令電子病歷紀錄涵蓋所有醫護程序，包括護理紀錄、診治流程、臨床決策等範疇，以提升治療成效。另外，該院亦設有一個一站式服務平台，方便病人進行預約、登記、付費、查看個人病歷紀錄、與醫護人員溝通及尋找醫院路向等。在物聯網方面，中大醫院利用資訊科技，包括無線網路、射頻識別（RFID）及藍芽等技術應用於醫療運作上，令醫院運作流程自動化減少人為錯誤，亦能方便醫護人員與病人溝通，更有效地照顧病人。
2014年，香港賽馬會慈善信託基金向校方捐助13億港元支援建造經費，該捐款為中大建校以來收到最大筆的捐款。2016年底，中大醫院之建築工程開展，該院用地位於港鐵大學站以東、中文大學鄭裕彤樓以北，前身為一露天停車場。2019年6月中，該院地盤發生火警，令機電設備受損，使醫院的啟用時間由原定的2020年8月，延至同年10至12月。其後，因香港中文大學衝突導致交通受阻、2019冠狀病毒病疫情在中國大陸和歐洲爆發以致建材無法運抵香港使建造進度延遲，令醫院啟用時間再度延遲至2021年1月6日。
2021年9月9日，香港中文大學醫院舉行開幕典禮。

### 服務歷史
- 2021年1月7日：醫院開幕，首階段提供門診及日間醫療服務（包括普通科門診、專科門診、眼科門診、內視鏡服務、物理治療、影像診斷及心臟檢查）；20張病床自當日起提供服務。[12]
- 2021年4月12日：第二階段服務開始，提供住院服務、普通科門診服務延長至一星期6日、每日10小時運作，4間手術室投入運作，以及提供乳房造影及骨質密度檢查。同時，日間及住院病床增至83張，包括兒科病房。[13]
- 2021年7月20日：第三階段服務開始，普通科門診擴展至星期日亦提供服務，另外各專科服務亦有擴展。[14]
- 2021年10月下旬：第四階段服務開始，新增24小時門診（由急症科專科醫生主理）、產科分娩及新生嬰兒服務；同時病床數量增加至127張。[15][16]
- 2022年9月：輔助生育中心、腫瘤科中心、日間手術中心投入服務。24小時門診加強為急症醫學中心。病床數量增至215張。[17][18]
- 2024年3月8日︰醫院的定價收費項目已涵蓋763項日間或住院手術程序。[19]

## 服務

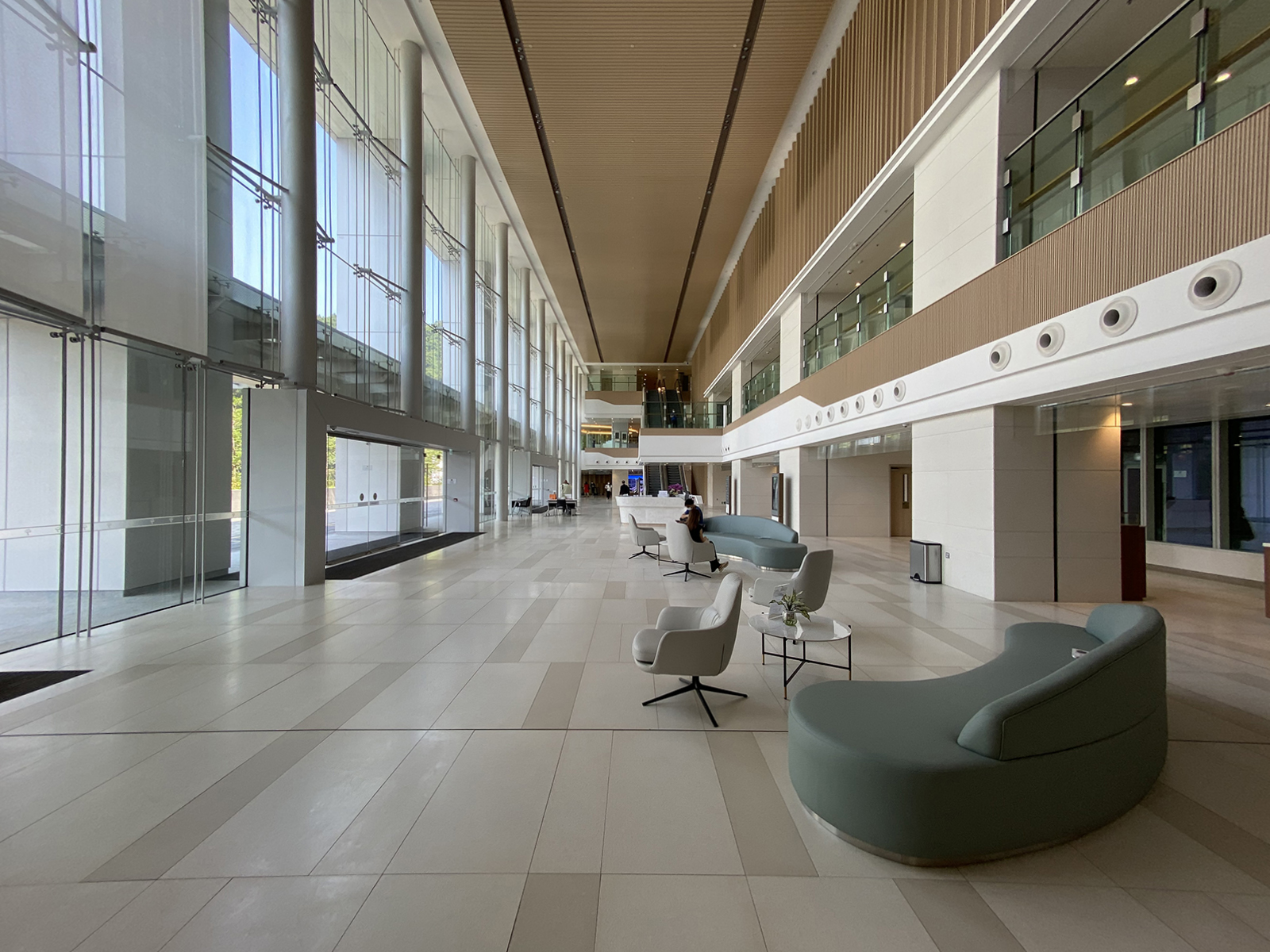
大堂

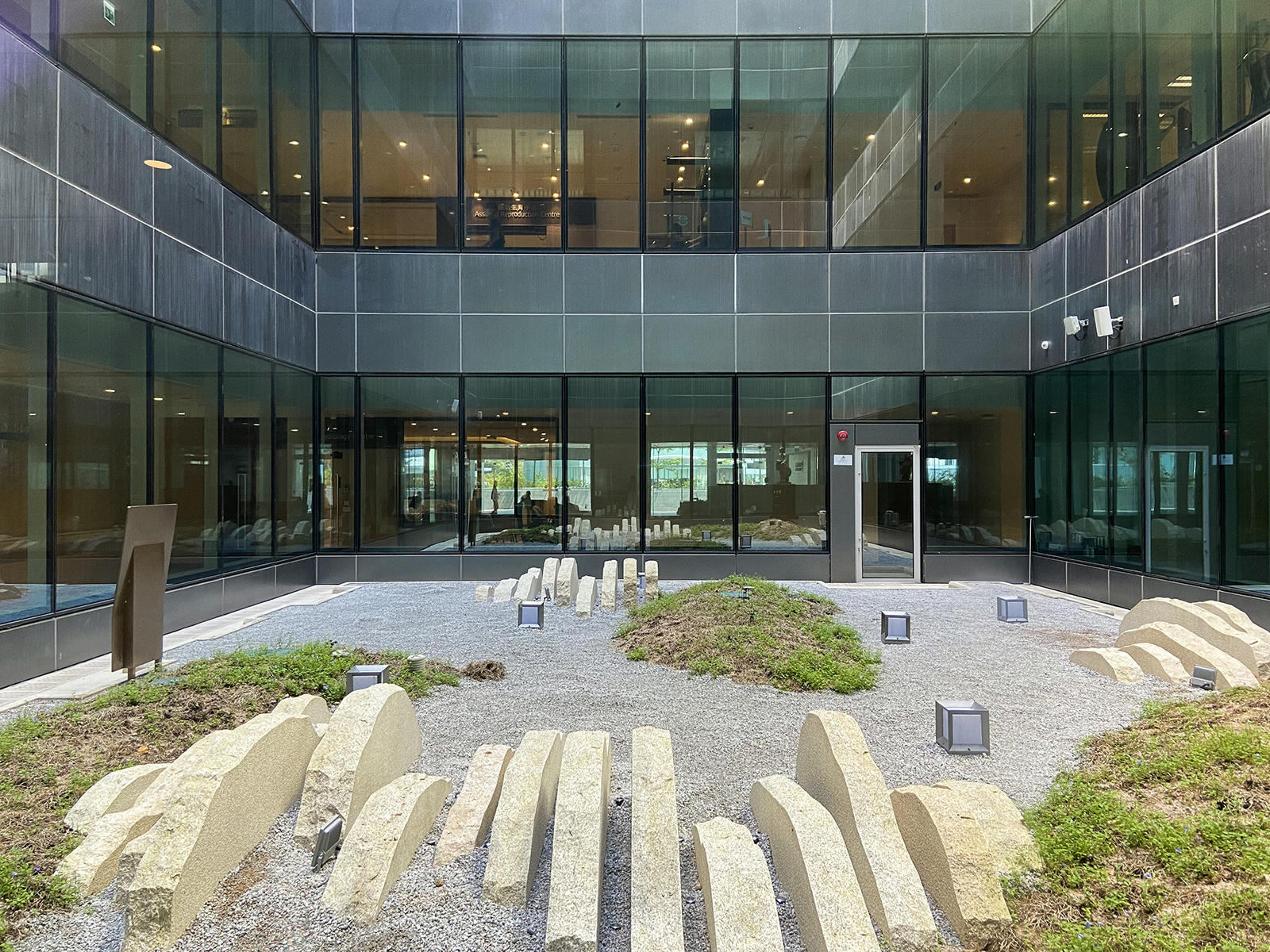
庭院

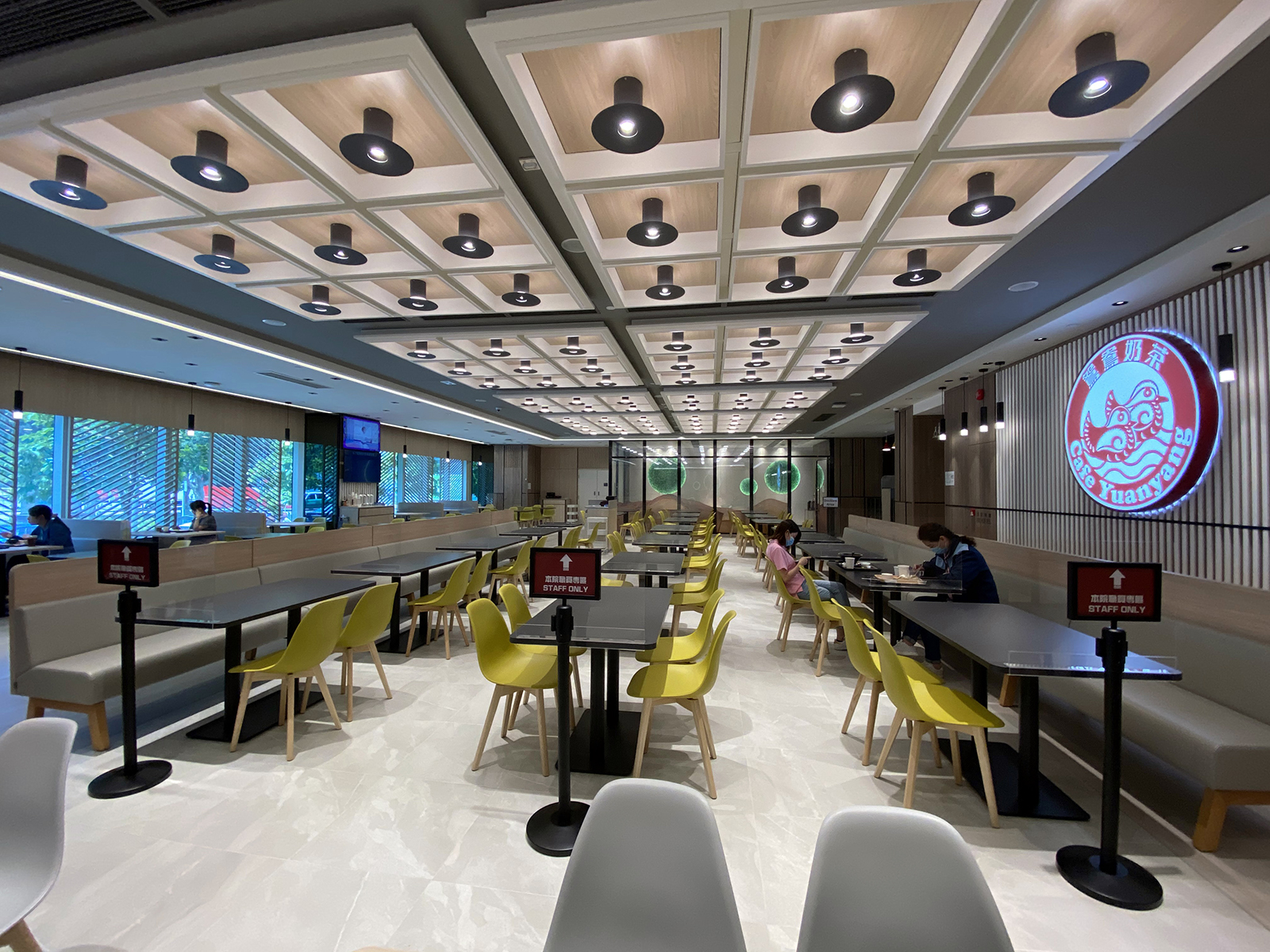
位於地下的餐廳

該院共提供516張病床及103張日間病床，並設28間手術室、49間診症室，及16個專科醫療中心，並設有24小時門診服務。在病房數量方面，該院以四人病房為主，共設有84間該類型之病房，另有54間雙人病房及48間單人房。

### 專科
- 麻醉科
- 心胸肺外科
- 心臟科
- 臨床腫瘤科
- 社會醫學
- 皮膚及性病科
- 急症科
- 內分泌及糖尿科
- 家庭醫學
- 腸胃肝臟科
- 外科
- 遺傳學及基因組學專科（兒科）
- 老人科
- 婦科腫瘤科
- 血液及血液腫瘤科
- 感染及傳染病科
- 內科腫瘤科
- 腎病科
- 腦神經科
- 神經外科
- 婦產科
- 眼科
- 骨科
- 耳鼻喉科
- 兒童血液及腫瘤科
- 兒童呼吸科
- 小兒外科
- 兒科
- 疼痛醫學
- 整形外科
- 精神科
- 放射科
- 呼吸系統科
- 風濕病科
- 泌尿外科

### 醫療中心及專職醫療服務
- 專職醫療
- 輔助生育中心
- 心臟科中心
- 臨床神經科學中心
- 日間手術中心
- 長者門診
- 急症醫學中心
- 內視鏡中心
- 眼科中心
- 血液透析中心
- 放射影像及介入中心
- 中西醫結合醫學門診
- 分娩中心
- 腫瘤科中心
- 痛症專科門診
- 放射治療中心
- 專科門診中心
- 運動醫學及康復中心
- 泌尿外科中心
- 保健中心
- 女士健康中心

## 建造工程
中文大學醫院項目由澳洲BVN建築師事務所及建築設計及研究所（AD+RG）進行前期規劃，項目管理/客方代表由奧雅納工程顧問（Ove Arup & Partners Hong Kong Ltd.）負責，由中國建築國際負責設計與建造工程，並分判予黃鄭顧問工程師有限公司 ( WAC Holdings Ltd. ) 進行結構設計， 王歐陽(香港)有限公司（Wong & Ouyang (HK) Ltd.）進行建築設計，機電顧問則為澧信工程顧問有限公司（J. Roger Preston Limited）。

### 興建過程圖片

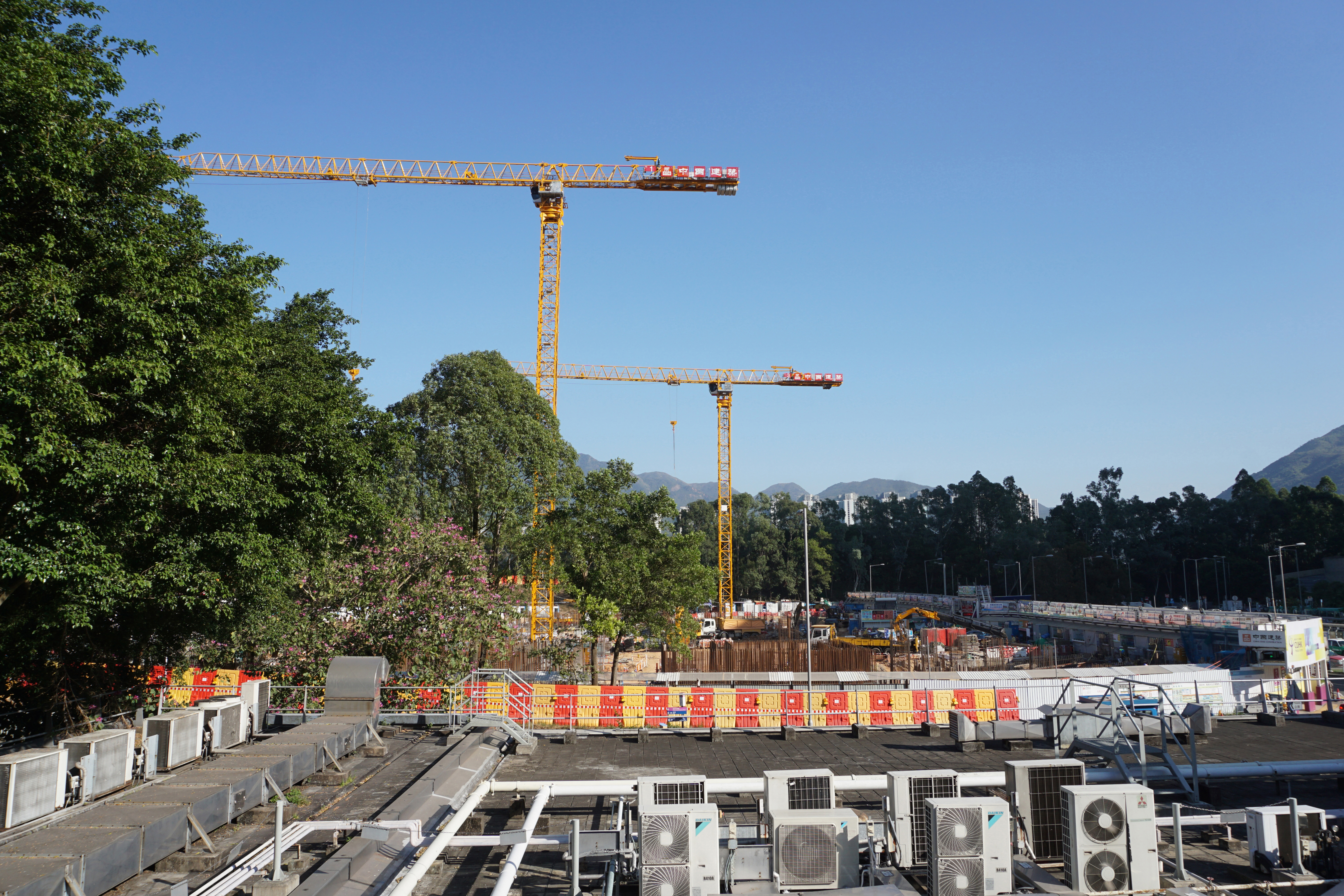
2017年12月
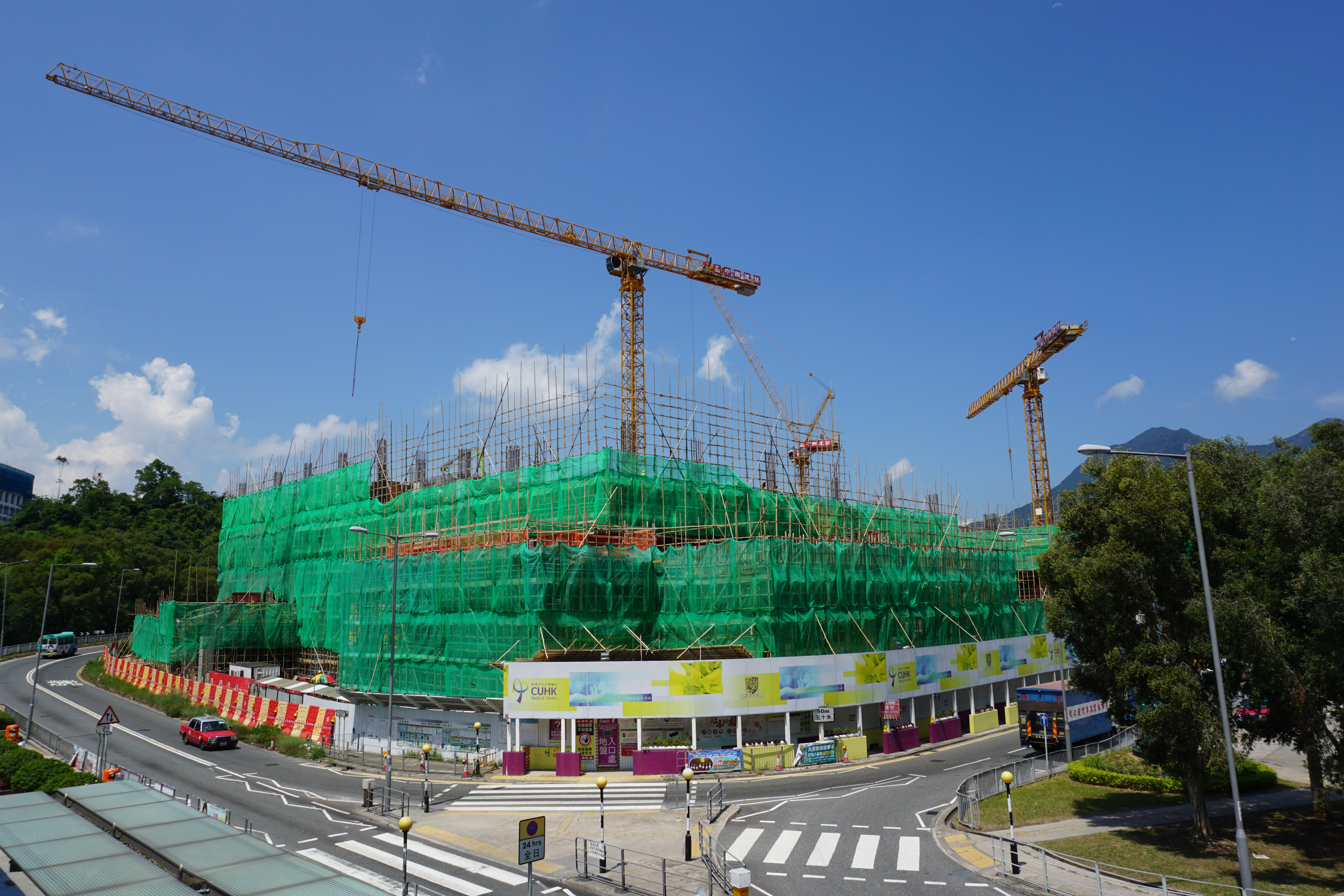
2018年5月
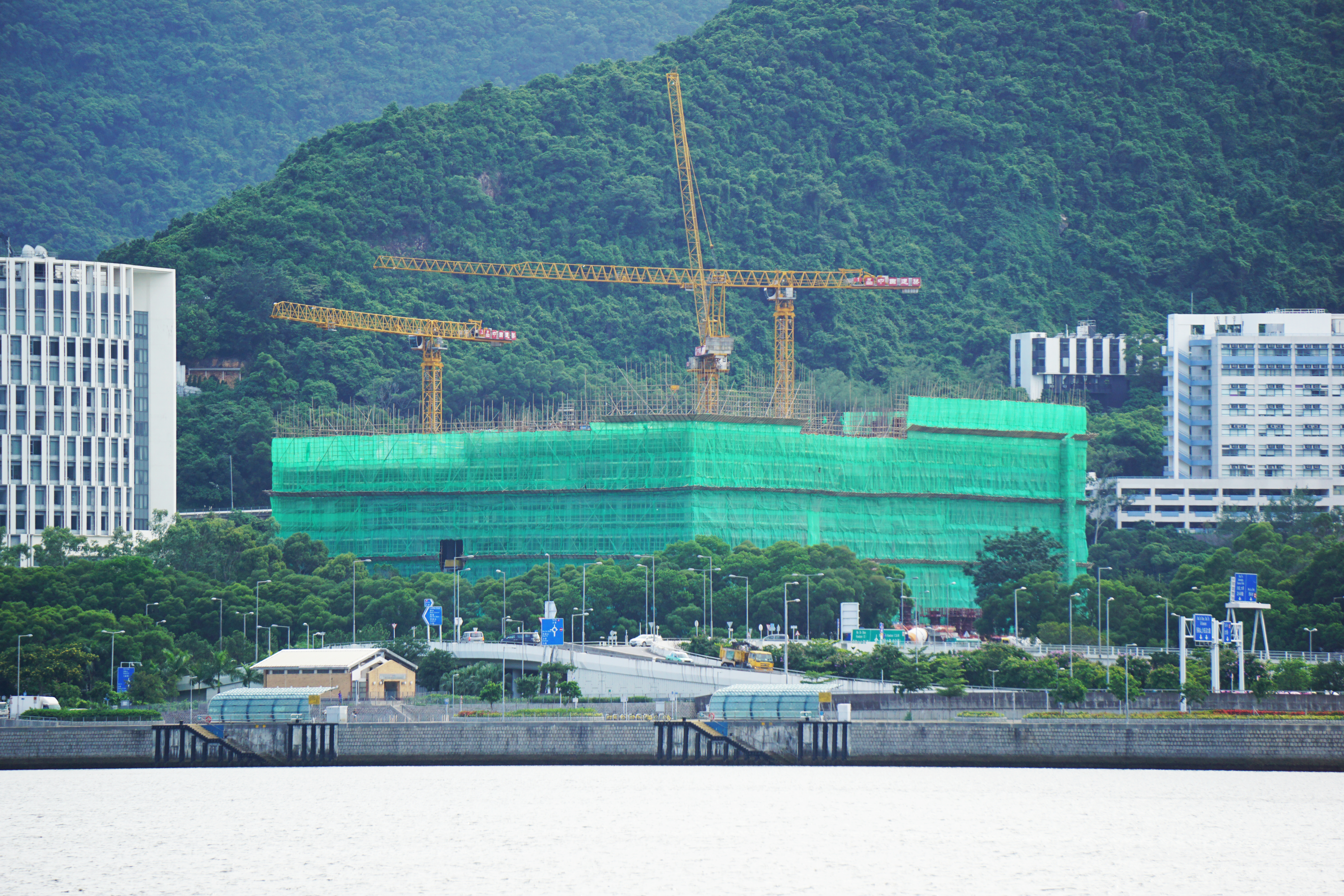
2018年8月
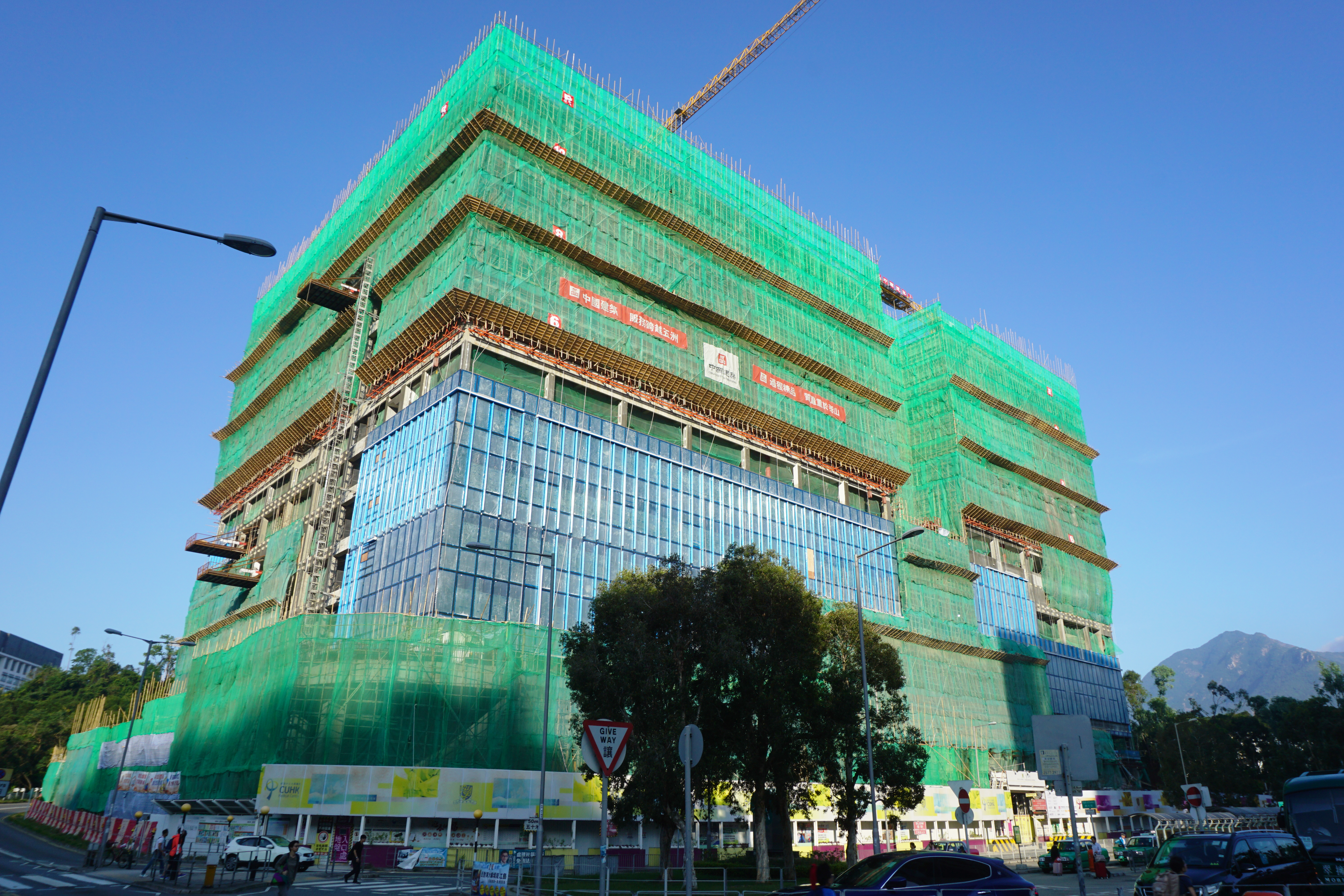
2018年11月
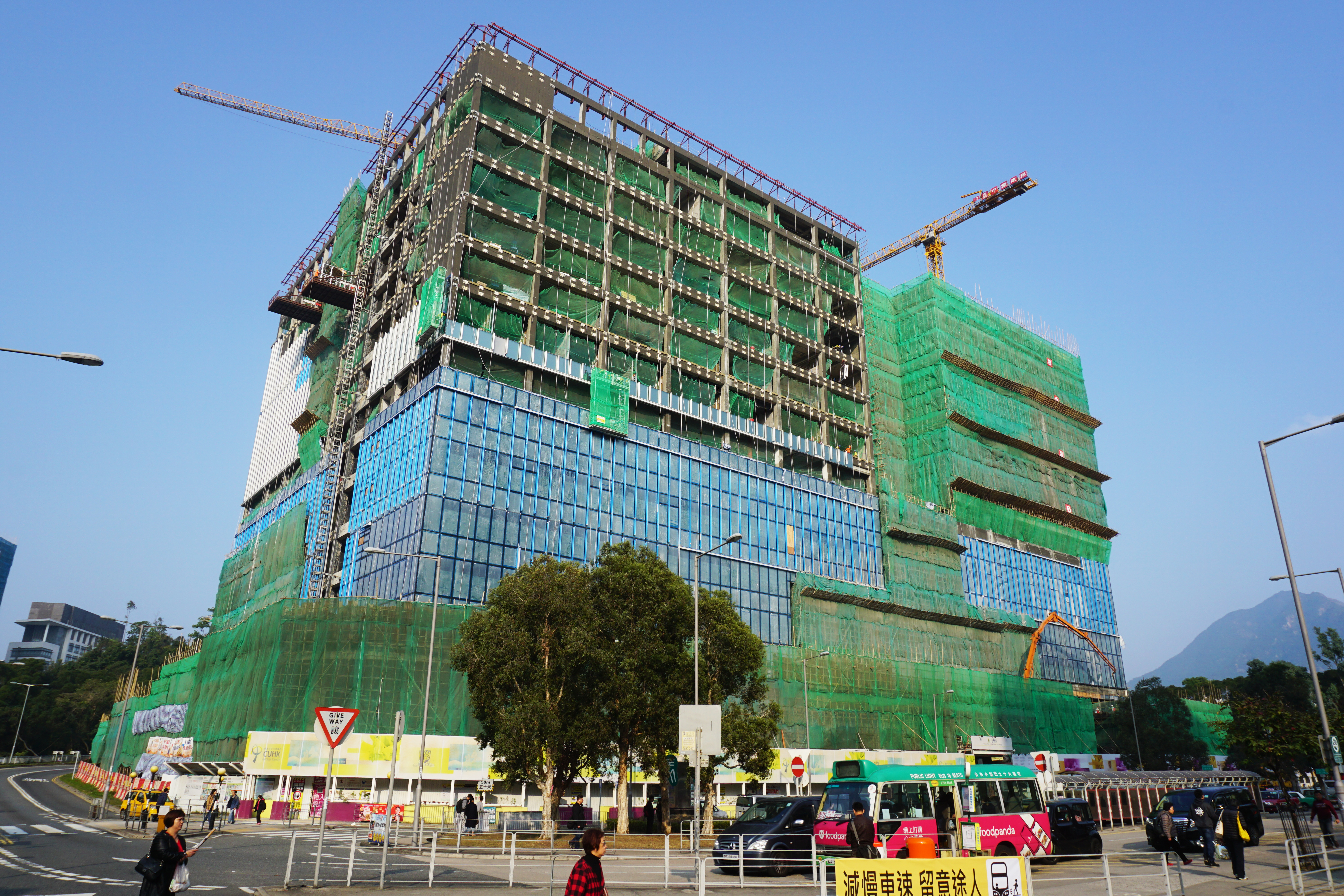
2019年1月

## 逝世名人
郭利民（Uncle Ray）：香港出生葡萄牙裔唱片騎師，2023年1月13日，98歲

## 外部連結
- 香港中文大學醫院官方網站 （页面存档备份，存于）（中文）
- 香港中文大學醫院的Facebook專頁
- 香港中文大學醫院的Instagram帳戶
- YouTube上的香港中文大學醫院頻道